# Thorvald Klaveness
Thorvald Klaveness, född den 22 september 1844 i Sandeherred, död den 17 februari 1915 i Kristiania, var en norsk präst. Han var farbror till Thoralv Klaveness.
Klaveness var kyrkoherde i Kristiania och blev ordförande i kommissionen för statskyrkans organisation 1908. Han var till en början mer konservativ som teolog och kyrkoman. Klaveness kom dock bland annat genom ett omstritt föredrag på en konferens i Lund 1901, vilken ledde till striden i Norge mellan modern och konservativ teologi, att verka för kyrkans förståelse för nutidsmänniskans religiösa behov genom en modernare orienterad teologi och en förkunnelse på samtidsspråk. I kyrkokommissionen höll han fast vid statskyrkan gentemot kraven på en fri folkkyrka. Tillsammans med Christian Bruun grundade han 1894 tidskriften Kirke og kultur. Bland Klavenes arbeten märks Evangeliet fokyndt for nutiden (1900, svensk översättning 1902).